# María Visitación Miguélez Castrillo
Maria Visitación Miguélez Castrillo (Santibáñez de la Isla, Província de Lleó, 23 d'abril de 1965) és una política que ha presidit el partit polític Unió del Poble Lleonès.
Ha estudiat Dret, Comptabilitat i Gestió d'Empreses a la Universitat de Lleó.